# Geschützter Landschaftsbestandteil Schmidt’s Eisteiche

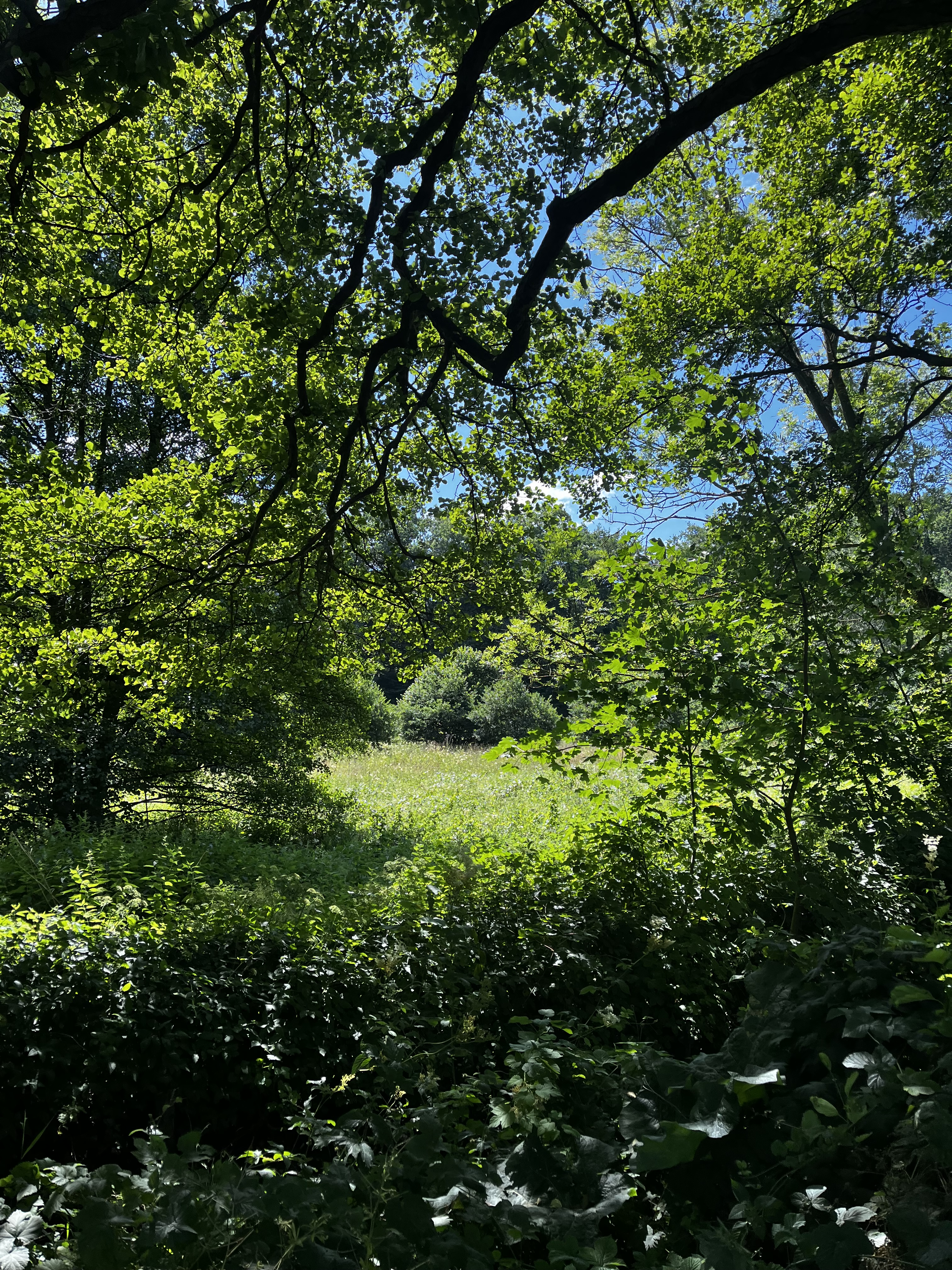
Geschützter Landschaftsbestandteil Schmidt´s Eisteiche

Der Geschützte Landschaftsbestandteil Schmidt´s Eisteiche mit einer Flächengröße von 1,67 Hektar (ha) liegt nordöstlich von Gierskämpen im Bereich Altes Feld im Stadtgebiet von Arnsberg im Hochsauerlandkreis. Die Fläche wurde 1998 mit dem Landschaftsplan Arnsberg durch den Kreistag des Hochsauerlandkreises als Geschützter Landschaftsbestandteil (LB) ausgewiesen. Er hatte eine Flächengröße von 1,83 ha. 2021 wurde der LB bei der Neuaufstellung des Landschaftsplans erneut ausgewiesen. Auf Schmidt´s Eisteiche wurden früher Eisblöcke gewonnen um Arnsberger Lokale mit kühlenden Eis zu versorgen. Im Winter diente die Fläche auch Schlittschuhfreunden zur Nutzung. Am 26. Februar 1971 brannte der alte Eiskeller ab.

## Geschichte

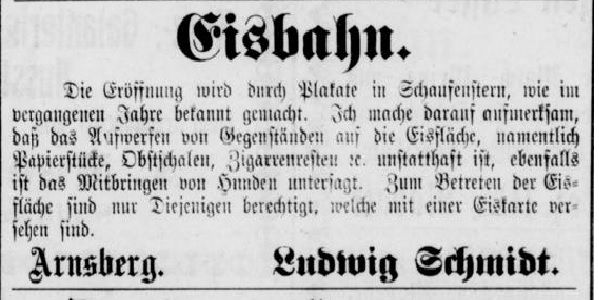
Anzeige Schmidts Eisteich (Westfälische Tageszeitung 19. Dezember 1906)

Der Getränkehändler Ludwig Schmidt nutzte die Fläche zur Produktion von Eis zur Kühlung seiner Getränke und zum Verkauf an Gastwirtschaften zu einer Zeit als es noch keine elektrischen Kühlschränke gab. Vor Beginn des Winters wurde sie mit Hilfe des Wassers aus dem Stockumer Bach geflutet. Das Wasser stand dort etwa 80 cm hoch. Im Winter fror die Fläche zu. Das Eis wurde mit Muskelkraft in Eisblöcke zerteilt und mit Enterhaken zu einem aus Holz konstruierten Eiskeller gezogen um es für den Sommer einzulagern. Die Wände des Gebäudes waren etwa einen Meter dick und mit Torf isoliert. Die Eisblöcke brachte man mit einem Pater Noster auf den Dachboden. Den Pater Noster trieb eine Dampfmaschine an, später nutzte man ein elektrisch betriebenes Förderband. Auf dem Dachboden wurden die Eisblöcke nach Größe sortiert und im Untergeschoss gestapelt. Anfangs mit einem Pferdewagen später mit einem LKW wurde das Eis täglich Morgens an die örtlichen Gaststätten ausgeliefert. Neben der wirtschaftlichen Nutzung wurde die Eisfläche auch zum Schlittschuhlaufen genutzt. Zeitweise musste für das Betreten der Flächen Eintrittskarten erworben werden. Am Wochenende wurde das Publikum mit einer Kapelle unterhalten. Mit der zunehmenden Verbreitung elektrischer Kühlanlagen wurde die Eisproduktion unrentabel und wurde gegen Ende der 1960er Jahre eingestellt. Am 26. Februar 1971, einen Tag bevor der Eiskeller als Feuerwehrübung abgebrannt werden konnte, wurde er durch Brandstiftung zerstört. Noch ein paar Jahre lang wurde die Fläche noch zum Eislaufen genutzt, bis auch dies aufhörte. Seither ist die Fläche naturbelassen.

## Beschreibung
Beim LB handelt es sich um größtenteils brachgefallenes Nass- und Feuchtgrünland. Es weist ein Mosaik aus Hochstaudenfluren, Sumpfdotterblumen- und Binsenbeständen auf.
Der Landschaftsplan führt 2021 zum LB aus: „Mit ihrer hohen Artenvielfalt ist die Fläche von hohem floristischem und faunistischem Wert.“
Der Landschaftsplan führte 1998 zum LB aus: „Mit ihrer hohen Artenvielfalt haben sie lokale Bedeutung vor allem für Amphibien, Wasserinsekten und Schmetterlinge.“
Als zusätzliche Entwicklungsmaßnahme wurde festgesetzt, dass das Grünland sektoral im Turnus von 3 Jahren gemäht werden soll und das Mähgut abzufahren ist. Die Maht soll jedoch nicht vor dem 1. August erfolgen.

## Schutzgrund, Verbote und Gebote
Der Geschützte Landschaftsbestandteile haben laut Landschaftsplan eine besondere Funktion für die Gliederung und Belebung des Landschaftsbildes bzw. des umgebenden Offenlandes. Es kommt solchen Objekten in der Regel eine erhöhte Bedeutung als Bruthabitat für Hecken- und Gebüschbrüter zu. Laut Landschaftsplan sind Geschützte Landschaftsbestandteile im Plangebiet durch seinen eigenständigen Charakter deutlich von der sie umgebenden „normalen“ Wald- und Feld-Landschaft zu unterscheiden.
Wie bei allen LB ist es verboten diese zu beschädigen, auszureißen, auszugraben oder Teile davon abzutrennen oder auf andere Weise in seinem Wachstum oder Erscheinungsbild zu beeinträchtigen. Unberührt ist jedoch die ordnungsgemäße Pflege eines LB.
Das LB soll laut Landschaftsplan „durch geeignete Pflegemaßnahmen erhalten werden, solange der dafür erforderliche Aufwand in Abwägung mit ihrer jeweiligen Bedeutung für Natur und Landschaft gerechtfertigt ist.“